# Malé Kršteňany
Malé Kršteňany (prononciation slovaque : [ˈmalɛː ˈkr̩ʃcɛɲanɪ], allemand : Kleinkresten, hongrois : Kiskeresnye [ˈkiʃkɛrɛʃɲɛ]) est un village de Slovaquie situé dans la région de Trenčín.

## Histoire
La première mention écrite du village date de 1271.

## Géographie
Malé Kršteňany se situe à l’est de Partizánske.
| Veľké Kršteňany          |                | Bystričany |
| Partizánske              | Malé Kršteňany | Čereňany   |
| Veľké Uherce Malé Uherce | Pažiť          | Oslany     |

## Démographie

### Évolution de la population
| Année:               | 1994. | 2004.    | 2014.   | 2024.   |
| -------------------- | ----- | -------- | ------- | ------- |
| Nombre de personnes: | 449   | 514      | 543     | 525     |
| Différence:          |       | +14,47 % | +5,64 % | -3,31 % |

| Année:               | 2023. | 2024.   |
| -------------------- | ----- | ------- |
| Nombre de personnes: | 521   | 525     |
| Différence:          |       | +0,76 % |